# 富安大學
富安大学（越南语：／）是位于越南中南沿海地區多樂省绥和的一所公立大学，由多樂省人民委员会主管。

## 历史沿革
富安大学自称肇始于1970年9月。1995年9月25日，富安师范高等专科学校（Trường Cao đẳng Sư phạm Phú Yên）在富安师范学校的基础上成立:665。
2007年1月24日，越南政府决定富安师范高等专科学校与富安经济技术中学合并，建立本科层次的富安大学。

## 现况
富安大学是一所地方综合性大学，繼承了富安高师时期开设的師範類專業，因此学校也有资格招收师范生。截至2023年，该校共开设27个本科专业。